# Mycetophila biformis
Mycetophila biformis är en tvåvingeart som beskrevs av Duret 1992. Mycetophila biformis ingår i släktet Mycetophila och familjen svampmyggor. Inga underarter finns listade i Catalogue of Life.